# Курлятев-Оболенский, Дмитрий Иванович
Дмитрий Иванович Курлятев-Оболенский (ум. 1563) — князь, боярин (1549), военачальник. Сын князя Ивана Васильевича Курли Оболенского и Анастасии Фёдоровны Плещеевой. Братья — князья Михаил и Константин Курлятевы-Оболенские.

## Биография
Сын боярский, в 1526 году присутствовал на второй свадьбе великого князя московского Василия III с княжной Еленой Васильевной Глинской, вместе с братом Константином Ивановичем находился у постели. Один из приставов при казанском царе Шигалее в Нижнем Новгороде (октябрь 1532). Второй воевода на Рязани за городом и в июле 2-й воевода в Мещере (1533). Сопровождал великого князя московского Василия III во время его последней охоты, а затем вместе с князем Дмитрием Фёдоровичем Палецким ехал в одних санях с обессилевшим от болезни великим князем, при заезде в Иосифов монастырь вёл Государя под руки и сопровождал его в Москву находясь непосредственно при Государе (сентябрь 1533). 
Во время Стародубской войны в походе (1533) командовал сторожевым полком. В Литовском походе на города Речицу, Свислочь и другие воевода сторожевого полка (ноябрь 1534). Наместник Русы, стоял в Молвятицах (апрель 1536). Участвовал в погоне за князем Андреем Ивановичем Старицким (1537). Воевода полка «правой руки» в походах на Коломну (1537 и 1539).  Воевода правой руки в Казанском походе (1538). Второй воевода Передового полка на Коломне и в Серпухове (1540-1542).
Принадлежал к партии князей Шуйских, участвовал в заседании боярской думы, во время которого фаворит великого князя Фёдор Семёнович Воронцов был схвачен и избит боярами в присутствии Государя (1542).
В 1548 году князь Дмитрий Курлятев был на Коломне в передовом полку Владимира Андреевича Старицкого; в 1549 году — воевода правой руки в Нижнем Новгороде.
После пожалования в бояре (1549) был назначен в число бояр, которые остались править в Москве во время отсутствия царя в 1550 году. На свадьбе князя Владимира Андреевича с Евдокией Александровной Нагой сидел за окольничим столом (31 мая 1550). Воевода и наместник в Новгороде (1551).
Во время тяжелой болезни Ивана IV Грозного, не явился во дворец для принесения присяги царевичу Дмитрию, в результате чего на него пало подозрение, что он был сторонником князя Владимира Андреевича, однако оказалось, что он был болен и через три дня, после принесения присяги другими боярами, велел нести себя на носилках во дворец и там дал присягу младенцу Дмитрию Ивановичу (март 1553).
Являлся участником «Избранной Рады», неформального совета при царе Иване Грозном. На свадьбе князя Ивана Дмитриевича Бельского с княжной Марфой Васильевной Шуйской сидел за окольничим столом (08 ноября 1554).
По взятии Юрьева оставлен там 1-м воеводою (1558). Вместе с князем Михаилом Петровичем Репниным руководил русским войском в Ливонии в 1558 году, но были в не состоянии  противостоять собранной Магистром сильной рати и возвратились, едва не потеряв Юрьев. В 1559 году, во время похода царя Ивана Грозного, князь Курлятев оставался в Москве с братом царя, удельным князем Юрием Васильевичем углицким. Полковой воевода в Калуге, Туле и 2-й воевода Большого полка (1559-1560). В 1560 году был воеводой в большом полку в походе против крымцев.
В 1560 году после опалы А. Ф. Адашева князь Дмитрий Иванович Курлятев был отправлен на воеводство в Смоленск, а затем получил полную отставку.
Московский летописец записал под 1562 годом: «Того же лета октября в 29 день царь … положил опалу на боярина на князя Дмитрея Курлятева за его великие изменные дела, а велел его и сына его князя Ивана постричи в черньцы и отослати на Ковенец в монастырь под начало».
В октябре 1562 года князь Дмитрий Иванович вместе с сыновьями Романом и Иваном был насильно пострижен в монахи и отправлен в ссылку в Рождественский монастырь на острове Коневец, посреди Ладоги. Его жена вместе с двумя дочерьми были доставлены в Оболенск, пострижены в монахини и сосланы в Челмогорскую пустынь, под Каргополем. Вскоре Дмитрий и Иван Курлятевы были отправлены в Иосифо-Волоколамский монастырь.
В сочинении Курбского указывается, что Дмитрий Курлятев по приказанию Ивана IV со всем семейством был насильно пострижен в монахи, а несколько времени спустя все они были задушены. В Синодик опальных, он и его семья не внесены.
Владел поместьями и вотчинами в Тверском уезде, Бежецком Верху. Умер в 1563 году.

## Брак и дети
Имя жены неизвестно. Дети:
- Иван Дмитриевич (казнён 1563)[1].
- Роман Дмитриевич (казнён 1563)[1].